# Liste der Biografien/Scham
Liste der Biografien |
Portal Biografien |
Personensuche
# |
A |
B |
C |
D |
E |
F |
G |
H |
I |
J |
K |
L |
M |
N |
O |
P |
Q |
R |
S |
T |
U |
V |
W |
X |
Y |
Z |
?
 
Sa |
Sb |
Sc |
Sd |
Se |
Sf |
Sg |
Sh |
Si |
Sj |
Sk |
Sl |
Sm |
Sn |
So |
Sp |
Sq |
Sr |
Ss |
St |
Su |
Sv |
Sw |
Sy |
Sz
 
Sca–Sce |
Sch |
Sci–Scz
 
Scha |
Schc |
Schd |
Sche |
Schg |
Schi |
Schj |
Schk |
Schl |
Schm |
Schn |
Scho |
Schp |
Schr |
Schs |
Scht |
Schu |
Schv |
Schw |
Schy
 
Schaa |
Schab |
Schac |
Schad |
Schae |
Schaf |
Schag |
Schah |
Schai |
Schaj |
Schak |
Schal |
Scham |
Schan |
Schap |
Schaq |
Schar |
Schas |
Schat |
Schau |
Schav |
Schaw |
Schax |
Schay |
Schaz
Die Liste der Biografien führt alle Personen auf, die in der deutschsprachigen Wikipedia einen Artikel haben. Dieses ist eine Teilliste mit 110 Einträgen von Personen, deren Namen mit den Buchstaben „Scham“ beginnt.

## Scham
- Scham, Hans (1588–1654), südschwäbischer Bildhauer

### Schama
- Schama, Simon (* 1945), britischer KunsthistorikerSimon Schama (* 1945)

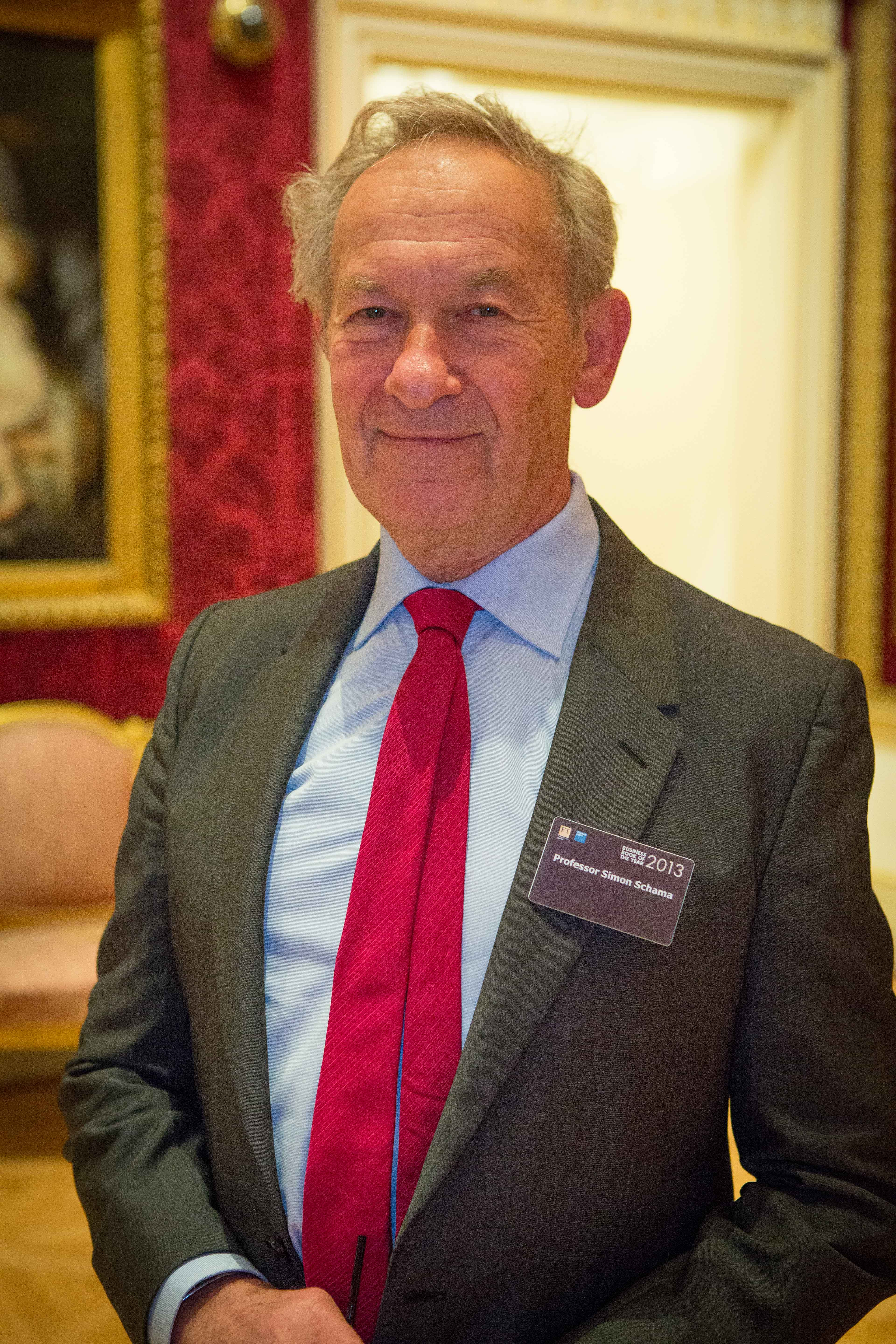
Simon Schama (* 1945)

- Schamaiko, Marina Walerjewna (* 1987), russische Tennisspielerin
- Schamajew, Dmitri Michailowitsch (* 1995), russischer und rumänischer Biathlet
- Schamal, Karl-Heinz (1929–2018), deutscher Bildhauer
- Schamal, Mita (* 1966), deutsche Musikerin, Künstlerin, Schlagzeugerin, DDR-Oppositionelle
- Schamaletdinow, Timur Abduraschitowitsch (* 1997), russischer Fußballspieler
- Schamalow, Kirill Nikolajewitsch (* 1982), russischer Geschäftsmann
- Schamalow, Nikolai Terentjewitsch (* 1950), russischer Zahnarzt, Bankier, Teilhaber der Bank Rossija
- Schamama, Nassim (1805–1873), tunesischer Geschäftsmann und Philanthrop
- Schamann, Uwe von (* 1956), deutscher American-Football-Spieler
- Schamanow, Wladimir Anatoljewitsch (* 1957), russischer Offizier und Politiker
- Schamarau, Aljaksej (* 1982), russisch-belarussischer Ringer
- Schamatryn, Artem (* 1991), ukrainischer Hürdenläufer
- Schamaubajew, Jerulan (* 1974), kasachischer Politiker

### Schamb
- Schamba, Sergei (* 1951), abchasischer Politiker
- Schambach, Christoph (* 1963), deutscher Komponist
- Schambach, Georg (1811–1879), deutscher Germanist, Volkskundler und Gymnasialdirektor
- Schambach, Stephan (* 1970), deutscher Informatiker und Unternehmer
- Schambacher, Ernst (1899–1945), deutscher Jurist und Polizist
- Schambadal, Michail Abramowitsch (1891–1964), sowjetischer Übersetzer aus dem Jiddischen, Schriftsteller, Journalist, Satiriker und Dichter
- Schambalowa, Alissa Sajanowna (* 1994), russische Skilangläuferin
- Schambeck, Herbert (1927–2013), deutscher Bauingenieur
- Schambeck, Herbert (1934–2023), österreichischer Rechtswissenschaftler und Politiker (ÖVP), Mitglied des Bundesrates
- Schambeck, Mirjam (* 1966), deutsche römisch-katholische Theologin, Religionspädagogin, Hochschullehrerin und Franziskanerin
- Schamber, Rebecca (* 1975), deutsche Politikerin (SPD) und Mitglied des BundestagsRebecca Schamber (* 1975)

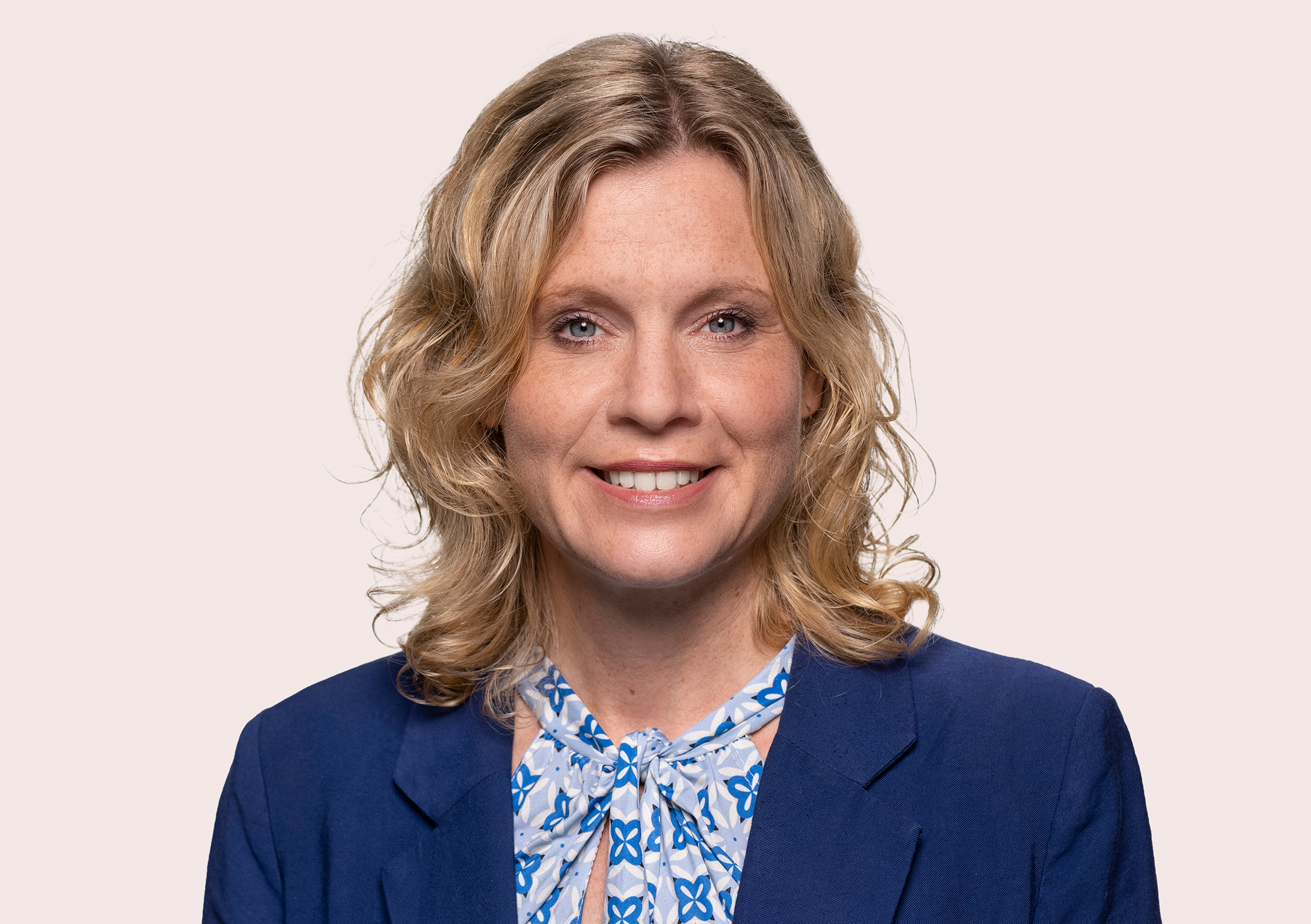
Rebecca Schamber (* 1975)

- Schamberg, Johann Christian (1667–1706), deutscher Mediziner, Rektor der Universität Leipzig
- Schamberg, Morton Livingston (1881–1918), US-amerikanischer Maler
- Schamberger, Angela (* 1967), deutsche Übersetzerin und Reiseleiterin
- Schamberger, Caspar (1623–1706), deutscher Chirurg, Handelsmann
- Schamberger, Friedrich (1788–1829), deutscher Jurist
- Schamberger, Helmut (* 1938), österreichischer Politiker (SPÖ), Landtagsabgeordneter, Mitglied des Bundesrates
- Schamberger, Hendryk (* 1968), deutscher Eiskunstläufer und Eiskunstlauftrainer
- Schamberger, Klaus (* 1942), fränkischer Journalist, Schriftsteller und Humorist
- Schamberger, Urban († 1756), katholischer Missionar in China
- Schambogen, Johann Christoph (1636–1696), Jurist, Hochschullehrer und Rektor Karls-Universität Prag sowie Kaiserlicher Rat
- Schambor, Frank (* 1971), deutscher HörfunkmoderatorFrank Schambor (* 1971)

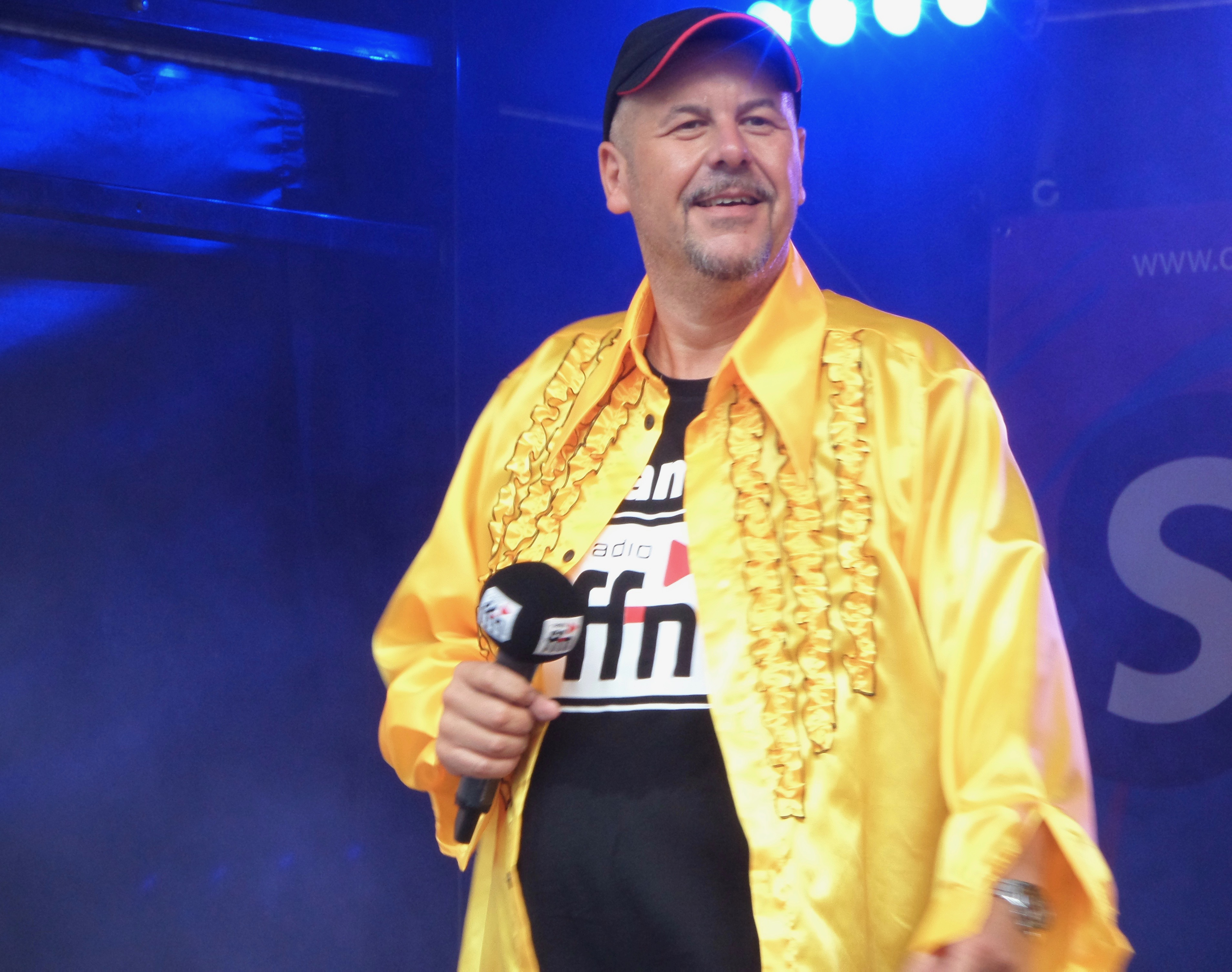
Frank Schambor (* 1971)

- Schambor, Margaretha († 1848), österreichische Wäscherin
- Schambor, Rosina († 1848), österreichische Dienstmagd
- Schamburkin, Wiktor Nikolajewitsch (1931–2018), sowjetischer Sportschütze, Olympiasieger 1960 in Rom
- Schambyl Schabajuly (1846–1945), kasachisch-sowjetischer Volksdichter und Sänger

### Schamc
- Schamchani, Ali (* 1955), iranischer Admiral und Verteidigungsminister

### Schame
- Schamedatus, Albert (* 1884), deutscher kommunistischer Gewerkschaftsfunktionär und Widerstandskämpfer gegen das NS-Regime
- Schamei, Christina, deutsche Jazzmusikerin (Gesang, Komposition)
- Schamel, Hans (* 1939), deutscher Physiker
- Schamel, Wolfgang (* 1968), deutscher Immunologe
- Schamelius, Johann Martin (1668–1742), deutscher lutherischer Theologe
- Schamenko, Wolodymyr (* 1972), ukrainischer Turner
- Schämer, Lothar (1940–2017), deutscher Fußballspieler
- Schamer, Paul (1888–1951), deutscher Gewerkschafter und Politiker (Zentrum, CDU), MdL
- Schames, Ludwig (1852–1922), deutscher Verleger und Galerist
- Schames, Samson (1898–1967), deutsch-amerikanischer Maler

### Schamg
- Schamgar, Richter Israels
- Schamgar, Meir (1925–2019), israelischer Jurist, Richter

### Schami
- Schami, Abu Anas asch- (1969–2004), irakischer Terrorist
- Schami, Jitzchak (1888–1949), jüdisch-arabischer Schriftsteller
- Schami, Rafik (* 1946), syrisch-deutscher Schriftsteller und promovierter Chemiker
- Schamich, Imbarik asch- (* 1952), libyscher Politiker, Premierminister (2000–2003), Staatsoberhaupt (2009–2010)
- Schamilow, Jakub Dschambekowitsch (* 1991), russischer Judoka
- Schamir, Israel (* 1947), sowjetisch-israelischer Journalist, wohnhaft in Schweden
- Schamir, Ja’ir (* 1945), israelischer Politiker
- Schamir, Jitzchak (1915–2012), israelischer PolitikerJitzchak Schamir (1915–2012)

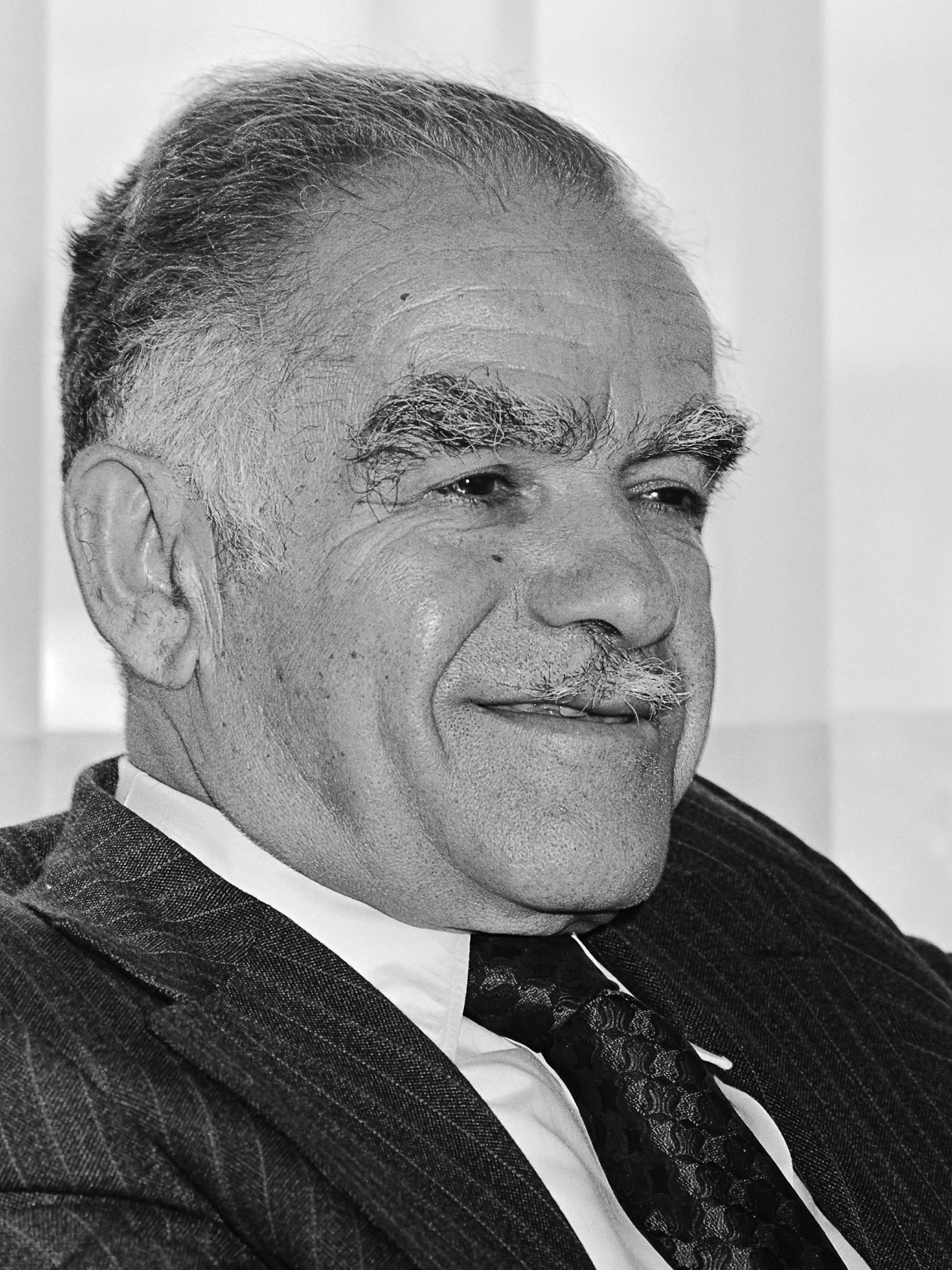
Jitzchak Schamir (1915–2012)

- Schamir, Mosche (1921–2004), israelischer Schriftsteller
- Schamir, Schimon (* 1933), israelischer Historiker und Diplomat
- Schamirkanow, Jeramir (* 2000), kirgisischer Eishockeyspieler
- Schämischew, Bolat (* 1957), kasachischer Politiker und Ökonom

### Schamk
- Schamkin, Daniil Dmitrijewitsch (* 2002), russischer Fußballspieler
- Schamkowitsch, Leonid Alexandrowitsch (1923–2005), sowjetisch-amerikanischer Schachgroßmeister

### Schaml
- Schamlou, Ahmad (1925–2000), persischer Dichter

### Schamm
- Schammai, pharisäischer Schulgründer
- Schammann, Hannes (* 1981), deutscher Migrationsforscher und Politikwissenschaftler
- Schammann, Johann (* 1953), deutscher Politiker (Bündnis 90/Die Grünen), MdL
- Schammas, Anton (* 1950), israelischer Dichter, Schriftsteller
- Schammel, Fernand (1923–1961), luxemburgischer Fußballspieler
- Schammes, Juspa (1604–1678), Schriftsteller und Chronist der jüdischen Gemeinde Worms
- Schammler, Max (* 1868), deutscher Maler und Plakatkünstler sowie österreichischer Unternehmer

### Schamn
- Schamnow, Alexei Jurjewitsch (* 1970), sowjetisch-russischer Eishockeyspieler

### Schamo
- Schamo, Ihor (1925–1982), ukrainischer Komponist
- Schamoni, Albert (1906–1945), deutscher Lehrer und Maler
- Schamoni, Peter (1934–2011), deutscher Filmregisseur und Filmproduzent
- Schamoni, Rocko (* 1966), deutscher MusikerRocko Schamoni (* 1966)

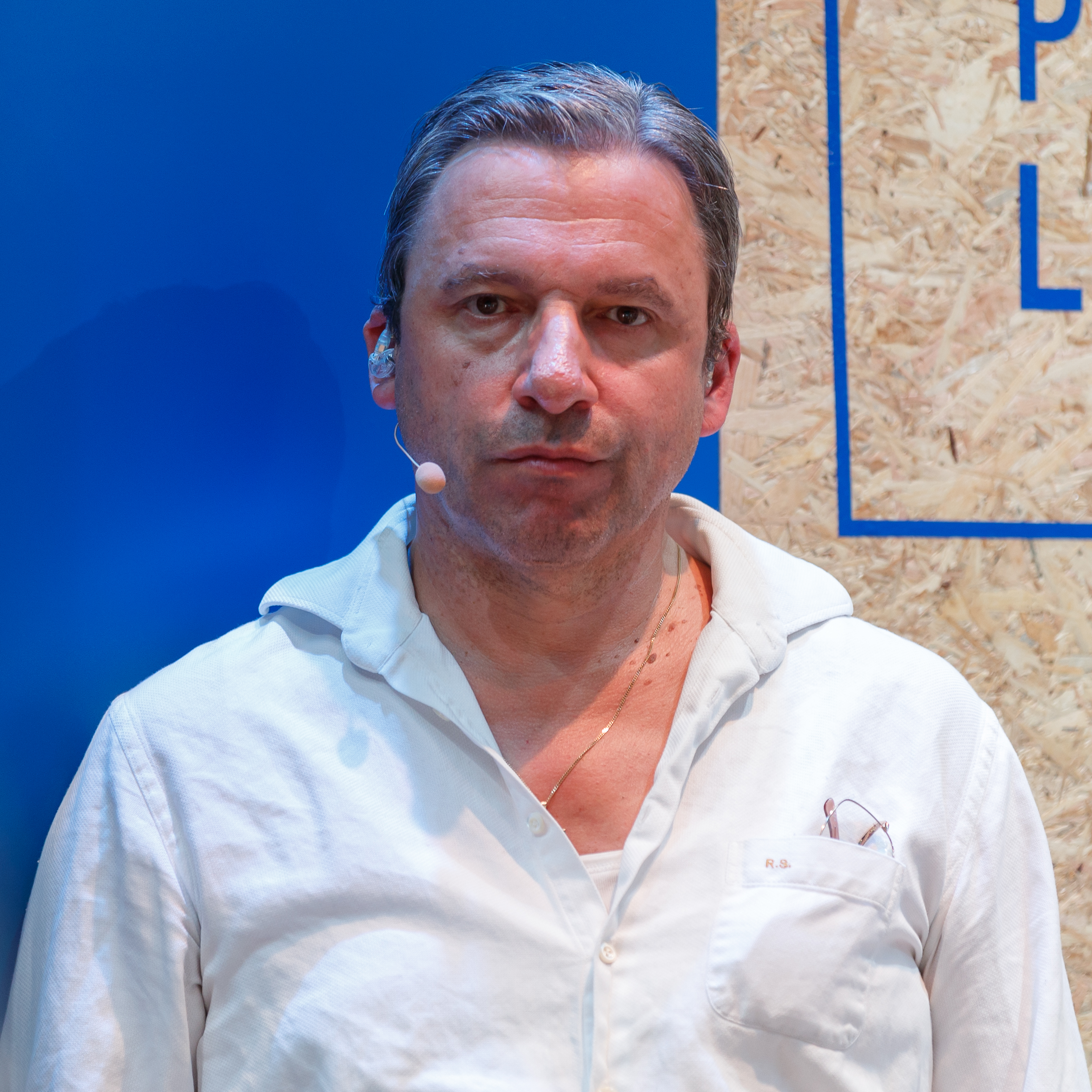
Rocko Schamoni (* 1966)

- Schamoni, Thomas (1936–2014), deutscher Filmregisseur
- Schamoni, Ulrich (1939–1998), deutscher Filmregisseur und Medienunternehmer
- Schamoni, Victor (1901–1942), deutscher Kunsthistoriker
- Schamoni, Wilhelm (1905–1991), deutscher römisch-katholischer Theologe
- Schamoni, Wolfgang (* 1941), deutscher Japanologe
- Schamow, Alexander Georgijewitsch (1951–2020), sowjetisch-russischer Chemiker und Informatiker
- Schamow, Jegor Walentinowitsch (* 1994), russischer Fußballspieler
- Schamow, Nikolai Iwanowitsch (* 1936), sowjetischer Skispringer

### Schamp
- Schamp, Doris (* 1983), österreichische Designerin und Cartoonistin
- Schamp, Eike W. (1941–2019), deutscher Geograph und Hochschullehrer
- Schamp, Mathias (* 1988), belgischer Fußballspieler
- Schamp, Matthias (* 1964), deutscher Künstler und Autor
- Schampel, Ingrid (* 1931), deutsche Autorin und Heimatforscherin
- Schampheleer, Edmond de (1824–1899), belgischer Maler

### Schamr
- Schamrai, Galina Jakowlewna (1931–2022), sowjetische Turnerin
- Schamrai, Konstantin (* 1985), russischer Pianist
- Schamraj-Hruschewska, Hanna (1869–1943), ukrainische Historikerin

### Schams
- Schams ad-Din Muhammad († 1310), Person des ismailitischen schiitischen Islam, Imam der Ismailiten
- Schams al-Muluk Ismail († 1135), Atabeg von Damaskus
- Schams, Franz (1824–1883), österreichischer Historien- und Genremaler sowie Lithograf
- Schams-e Tabrizi (* 1164), persischer DichterSchams-e Tabrizi (* 1164)

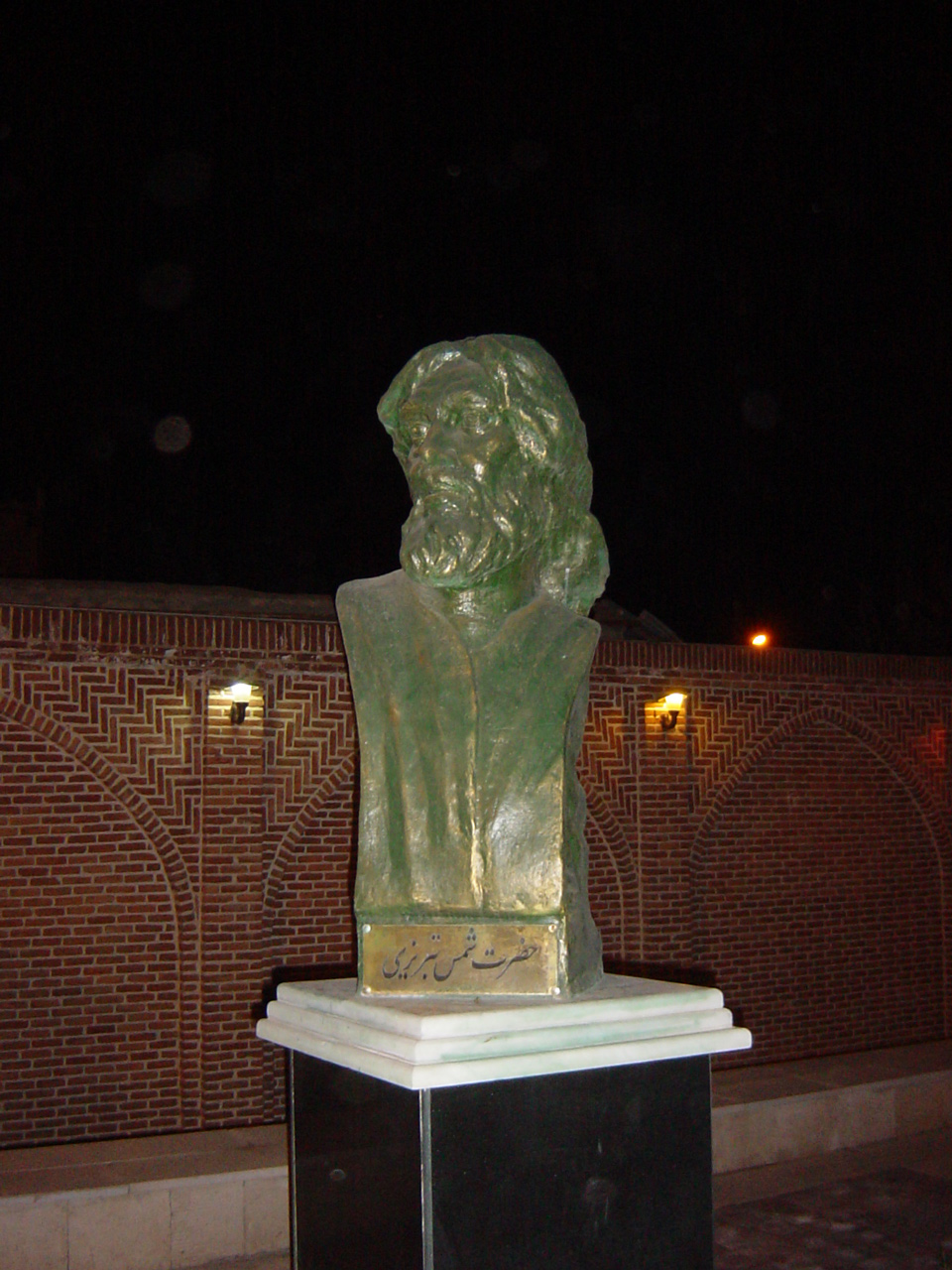
Schams-e Tabrizi (* 1164)

- Schämschidinowa, Küläsch (* 1958), kasachische Pädagogin und Politikerin
- Schamschijew, Bolotbek (1941–2019), kirgisischer Filmregisseur und Drehbuchautor
- Schamschula, Lydia (* 1981), deutsche Schauspielerin
- Schamschula, Walter (1929–2024), deutscher Slawist, Literaturwissenschaftler und Übersetzer
- Schamschurina, Julija Michailowna (* 1962), russische Skilangläuferin
- Schamsky, Alexander (1687–1715), Stadtarzt in Olmütz und Prag, Mitglied der Leopoldina

### Schamu
- Schamuhn, Reinhard (1939–2013), deutscher Aktionskünstler und Theater-Leiter
- Schamus, James (* 1959), US-amerikanischer Filmproduzent und Drehbuchautor